# Liste Swadesh
La liste Swadesh est une liste de mots appartenant à une partie du lexique la plus résistante au changement, établie par le linguiste et anthropologue américain Morris Swadesh, dans les années 1940-1950. Elle s'utilise en linguistique comparée, linguistique historique ainsi qu'en anthropologie notamment pour identifier le lexique fondamental de toute langue étudiée pour la première fois, ainsi qu'établir le degré de proximité de deux ou plusieurs langues.

## Établissement de la liste
Swadesh étudia de nombreuses langues, surtout une vingtaine de langues amérindiennes du Canada, des États-Unis et du Mexique. Devant faire des recherches sur des langues presque éteintes, avec des moyens limités, il éprouva le besoin d’une procédure standardisée pour rassembler des données essentielles concernant la parenté entre langues. À cet effet, il créa une liste de mots selon le postulat suivant :
Bien que des mots disparaissent de toute langue, étant remplacés par d’autres au cours du temps, certaines parties du lexique sont moins exposées au changement que d’autres. C’est pourquoi on peut définir un lexique de base se rapportant à des notions véhiculées dans toutes les langues. Les pronoms, les numéraux, certains adjectifs (« grand », « petit », « long », « court »), certains termes désignant des degrés de parenté (« mère », « père »), des parties du corps (« œil », « oreille », « tête »), des événements ou des objets naturels (« pluie », « pierre », « étoile »), des états et des actions élémentaires (« voir », « entendre », « venir », « donner ») sont peu sujets au remplacement par des emprunts.
Par exemple, le lexique général de l’anglais est emprunté à 50 % environ, mais ce pourcentage diminue à 6 % pour ce qui est du lexique de base. Ainsi, dans la liste Swadesh de 100 mots de l’anglais, il n’y a qu’un seul mot qui ne provienne pas du lexique de base proto-germanique (mountain – « montagne », d’origine française, introduit par les Normands). Un autre exemple est celui de l’albanais et du grec moderne. L’albanais a perdu 90 % de ses mots propres d’origine indo-européenne, beaucoup plus que le grec, mais si l’on considère la liste Swadesh de 100 mots, le pourcentage de pertes est à peu près égal pour les deux langues (25 à 26 %).
Pour créer sa liste, Swadesh a choisi un lexique de base que l’on retrouve dans le plus de langues possible, le plus indépendant possible de l’environnement naturel et de la culture locale. Il a commencé par une liste de 225 mots, qu’il a réduite plus tard à 215, puis à 200, arrivant finalement à une variante de 100 mots. On utilise fréquemment une liste de 207 mots, formée de la liste de 200, plus sept de la liste de 100 absents de celle de 200.

## Utilisation

### Mesure du degré de parenté de deux langues
Swadesh a utilisé sa liste pour mesurer la ressemblance, c’est-à-dire le degré de parenté de deux langues, par la méthode quantitative de la lexicostatistique, en établissant le pourcentage de mots d’origine commune. Plus la ressemblance entre les lexiques des deux langues est grande, plus elles sont proches génétiquement, et plus le temps écoulé depuis le moment où elles se sont séparées est court. Selon lui, si le lexique de base de deux langues contient des mots apparentés à raison de 70 %, on peut considérer qu’elles ont évolué à partir d’une même langue. Si ce pourcentage dépasse 90 %, alors ces langues sont des parentes proches.
Établir le degré de proximité de deux ou plusieurs langues données permet ensuite d'établir, à partir d’une matrice de ressemblances quantitativement pertinentes, un dendrogramme à portée phénétiques ou cladistiques des langues comparées. L'élicitation des concepts de la liste dans un ensemble précis de langues permet donc de mesurer les distances interlinguistiques à des fins phylogénétiques.

### Datation des langues d’origine (laglottochronologie)
Dans ce but, Swadesh a pris comme postulat que le taux de perte du lexique de base initial ne change pratiquement pas, les mots étant remplacés à un rythme à peu près constant, alors que dans le cas du reste du lexique, qui est étroitement lié à des facteurs culturels, le taux de perte variant en fonction des contacts que les locuteurs ont eu avec des cultures qui leur sont étrangères. À cause de ce postulat, la méthode de datation des langues proposée par Swadesh fut comparée à la détermination de l’âge des fossiles à partir de la désintégration radioactive du carbone 14, qui est constante.
À la suite d’une recherche sur treize langues (indo-européennes pour la plupart) qui ont des attestations écrites sur une longue période, à partir de la liste Swadesh de 100 mots, on a calculé un taux de conservation de 86 % sur une période de 1 000 ans, qu’on a considéré comme constant et généralisé à toutes les langues.
Étant donné le pourcentage de mots d’origine commune et le taux de conservation du lexique de base sur 1 000 ans, le temps écoulé depuis la séparation de deux langues qui résultent d’une même langue d’origine peut être déterminé, avec une marge d’erreur calculable, selon la formule :
où c est le pourcentage de mots d’origine commune et r – le taux de conservation.
Par exemple, si le lexique de base de deux langues est apparenté à 70 %, alors on peut considérer qu’elles ont évolué à partir d’une même langue qui a existé douze siècles auparavant.

## Discussions sur la pertinence de la liste
L’utilisation de la liste Swadesh fut contestée dès le début. On lui oppose les objections suivantes :
- Le lexique de base n’est pas exempt d’emprunts de manière égale dans toutes les cultures. Par exemple, un objet naturel comme le soleil peut tenir du lexique religieux (tel est le cas en Asie du Sud) et, de ce fait, sa dénomination est empruntée. Par ailleurs, des mots du lexique de base peuvent devenir tabous et être remplacés par d’autres, d’une langue voisine, pour compenser l’interdiction. Le lexique de base n’est pas non plus indépendant du statut socio-culturel des locuteurs. Par exemple, dans le lexique de base des langues dravidiennes, il y a relativement beaucoup d’emprunts au sanskrit, d’autant plus que le locuteur est plus instruit[6].
- Certains mots ne se retrouvent pas dans toutes les langues, à cause de spécificités de l’environnement naturel, par exemple du climat[7]. Ainsi, les mots « neige » et « glace » sont-ils absents des langues des tropiques. De plus, dans la liste de 207 mots, il y a des mots qui ne se retrouvent pas dans toutes les langues pour des raisons culturelles (Swadesh lui-même a réduit sa liste à cent mots).
- Un mot peut avoir pour correspondant dans une autre langue, non pas un mot, mais plusieurs, voire des affixes, parmi lesquels il faut choisir, ce qui rend plus arbitraire la comparaison des langues[8].
- Il est fort peu probable que le taux de conservation soit constant pour toutes les langues et à toutes les époques[7]. Dans des conditions particulières qui tiennent de l’isolement du groupe de locuteurs, de sa cohésion sociale, de l’éventuelle observation d’une norme littéraire ou religieuse, ce taux peut varier considérablement[9]. Il existe en Europe l'exemple de l’islandais, langue d’une stabilité exceptionnelle, ce qui invalide partiellement la méthode, infirmant son universalité. En effet, le taux de perte de l’islandais n’est que de 4 %, alors que celui du norvégien littéraire est de 20 %, bien que ces deux langues soient très proches génétiquement l’une de l’autre[10].
- L’identification des mots apparentés est problématique. Lorsqu’on applique la technique de la lexicostatistique, à défaut d’une autre possibilité, sur une aire géographique très étendue et sur des centaines de langues pour lesquelles l’information est très lacunaire, les descriptions étant partielles et récentes, il est impossible, faute de matière première, d’établir les lois des changements phonétiques. De ce fait, l’élimination du lexique emprunté, qui devrait se fonder sur la connaissance de ces lois, est très difficile. Par conséquent, l’identification du lexique réellement apparenté et, donc, hérité en parallèle, est problématique.
- L’identification des mots apparentés est en général aléatoire[9]. Des mots très différents peuvent avoir la même origine, par exemple le mot français « chef » (au sens premier de « tête ») et le mot anglais head « tête ». Les deux proviennent de la racine indo-européenne *kauput-, *kaput-[11],[12]. En revanche, des mots qui se ressemblent peuvent ne pas être directement apparentés, par exemple le mot latin dies et l’anglais day, les deux signifiant « jour ». Le mot latin a pour origine *dyḗws « ciel »[13], et l’anglais – *dʰegʷh- « brûler, brûlant »[14]. Un autre exemple de ressemblance sans fondement est le latin habere et l’allemand haben « avoir ». L’origine du mot latin est *gʰh₁bʰ- « prendre »[15] et celle du mot allemand – *keh₂p- « saisir, attraper »[16].

Malgré les objections, on reconnaît que la liste Swadesh et la lexicostatistique peuvent servir pour les investigations linguistiques de base, dans les situations où ni les techniques comparatives classiques ni la reconstitution interne ne sont praticables, ce qui était d’ailleurs l’idée de départ de Swadesh, ou comme simple outil de classification génétique préliminaire en anthropométrie,.
Un exemple d’une telle situation est celui où l’on ne dispose que de listes incomplètes de lexique, comme dans le cas de groupes de langues très grands, récemment attestées, telles les langues austronésiennes (1 000 environ) ou celles des aborigènes d'Australie (autour de 250). Pour de telles langues, la liste Swadesh peut être utilisée pour faire une première ébauche de leur répartition en groupes et sous-groupes, servant de point de départ pour une investigation historique à part entière, qui continue les classements et les reconstitutions.

## Développements de la liste Swadesh
À partir des mêmes principes, d’autres linguistes ont à leur tour élaboré des listes de lexique de base, en éliminant des mots de la liste Swadesh et en introduisant d’autres mots et/ou sens. Un exemple est la liste de 114 sens proposée par une équipe de l’Université russe d’État de sciences humaines, qui se trouve à la base du projet Global Lexicostatistical Database (Base de données lexicostatistique globale) (GDL). Une autre base de données de ce genre est Indo-European Lexical Cognacy Database (Base de données de mots apparentés indo-européens), à laquelle travaille une équipe de l’Institut de psycho-linguistique Max-Planck de Nimègue (Pays-Bas), à partir d’une liste de 200 mots proposée par Isidore Dyen.

## Liste Swadesh de 207 mots du français
Les mots en gras figurent également dans la liste de 100 mots.
1. je
2. tu, vous (formel)
3. il
4. nous
5. vous (pluriel)
6. ils
7. ceci, celui-ci
8. cela, celui-là
9. ici
10. là
11. qui
12. quoi
13. où
14. quand
15. comment
16. ne ... pas
17. tout
18. beaucoup
19. quelques
20. peu
21. autre
22. un
23. deux
24. trois
25. quatre
26. cinq
27. grand
28. long
29. large
30. épais
31. lourd
32. petit
33. court
34. étroit
35. mince
36. femme
37. homme (mâle adulte)
38. homme (être humain)
39. enfant
40. femme (épouse)
41. mari
42. mère
43. père
44. animal
45. poisson
46. oiseau
47. chien
48. pou
49. serpent
50. ver
51. arbre
52. forêt
53. bâton
54. fruit
55. graine
56. feuille (d'un végétal)
57. racine
58. écorce
59. fleur
60. herbe
61. corde
62. peau
63. viande
64. sang
65. os
66. graisse
67. œuf
68. corne
69. queue (d'un animal)
70. plume (d'un oiseau)
71. cheveux
72. tête
73. oreille
74. œil
75. nez
76. bouche
77. dent
78. langue (organe)
79. ongle
80. pied
81. jambe
82. genou
83. main
84. aile
85. ventre
86. entrailles, intestins
87. cou
88. dos
89. poitrine
90. cœur (organe)
91. foie
92. boire
93. manger
94. mordre
95. sucer
96. cracher
97. vomir
98. souffler
99. respirer
100. rire
101. voir
102. entendre
103. savoir
104. penser
105. sentir (odorat)
106. craindre
107. dormir
108. vivre
109. mourir
110. tuer
111. se battre
112. chasser (le gibier)
113. frapper
114. couper
115. fendre
116. poignarder
117. gratter
118. creuser
119. nager
120. voler (dans l'air)
121. marcher
122. venir
123. s'étendre, être étendu
124. s'asseoir, être assis
125. se lever, se tenir debout
126. tourner (intransitif)
127. tomber
128. donner
129. tenir
130. serrer, presser
131. frotter
132. laver
133. essuyer
134. tirer
135. pousser
136. jeter, lancer
137. lier
138. coudre
139. compter
140. dire
141. chanter
142. jouer (s'amuser)
143. flotter
144. couler (liquide)
145. geler
146. gonfler (intransitif)
147. soleil
148. lune
149. étoile
150. eau
151. pluie
152. rivière
153. lac
154. mer
155. sel
156. pierre
157. sable
158. poussière
159. terre (sol)
160. nuage
161. brouillard
162. ciel
163. vent
164. neige
165. glace
166. fumée
167. feu
168. cendre
169. brûler (intransitif)
170. route
171. montagne
172. rouge
173. vert
174. jaune
175. blanc
176. noir
177. nuit
178. jour
179. an, année
180. chaud (température)
181. froid (température)
182. plein
183. nouveau
184. vieux
185. bon
186. mauvais
187. pourri
188. sale
189. droit (rectiligne)
190. rond
191. tranchant
192. émoussé
193. lisse
194. mouillé, humide
195. sec
196. juste, correct
197. près
198. loin
199. droite
200. gauche
201. à
202. dans
203. avec (ensemble)
204. et
205. si (condition)
206. parce que
207. nom